# Harper (Oregon)
Harper az Amerikai Egyesült Államok északnyugati részén, Oregon állam Malheur megyéjében, a 20-as út mentén, Vale-től délnyugatra elhelyezkedő statisztikai- és önkormányzat nélküli település. A 2010. évi népszámláláskor 109 lakosa volt. Területe 18,1 km², melynek 100%-a szárazföld.
A településen irányonként naponta egyszer megáll a Bend és Ontario között közlekedő Eastern POINT InterCity-busz.

## Népesség
A 2010-es népszámláláskor  109 lakója, 45 háztartása és 25 családja volt. A népsűrűség 6 fő/km2. A lakóegységek száma 56, sűrűségük 3,1 db/km2. A lakosok 84,4%-a fehér,     7,3%-a egyéb, 8,3%-a pedig kettő vagy több etnikumú. A spanyol vagy latino származásúak aránya 16,5% (8,3% mexikói, 2,8% Puerto Ricó-i,  5,5% egyéb spanyol vagy latino származású.)
A háztartások 28,9%-ában élt 18 évnél fiatalabb. 48,9% házas,  6,7% egyedülálló férfi, 44,4% pedig nem család. 37,8% egyedül élt; 15,5%-uk 65 éves vagy idősebb. Egy háztartásban átlagosan 2,42 személy élt; a családok átlagmérete 3,36 fő.
A medián életkor 38,3 év volt. Lakóinak 29,4%-a 18 évesnél fiatalabb, 2,8% 18 és 24 év közötti, 24,9%-uk 25 és 44 év közötti, 22,9%-uk 45 és 64 év közötti, 19,3%-uk pedig 65 éves vagy idősebb. A lakosok 52,3%-a férfi, 47,7%-a pedig nő.

## Fordítás
Ez a szócikk részben vagy egészben  a   Harper, Oregon című angol Wikipédia-szócikk ezen változatának fordításán alapul.  Az eredeti cikk szerkesztőit annak laptörténete sorolja fel. Ez a jelzés csupán a megfogalmazás eredetét és a szerzői jogokat jelzi, nem szolgál a cikkben szereplő információk forrásmegjelöléseként.